# Mossaviktjärnen (Råneå socken, Norrbotten, 736249-176474)
Mossaviktjärnen är en sjö i Bodens kommun i Norrbotten och ingår i Råneälvens huvudavrinningsområde.